# Emma Mościskier
Emma Mościskier, Mościsker (ur. 18 czerwca 1898 we Lwowie, zm. 1942 w Warszawie lub w Treblince), lekarka polska pochodzenia żydowskiego, specjalistka zaburzeń mowy i głosu, autorka prac naukowych.
Studia z dyplomem doktora wszech nauk lekarskich ukończyła na Uniwersytecie Jana Kazimierza we Lwowie w 1925. Pracowała początkowo w lwowskim Szpitalu Powszechnym, następnie wyjechała do Wiednia, gdzie była związana z kliniką uniwersytecką. Po powrocie do kraju osiadła w Warszawie i pracowała w Szpitalu Starozakonnych na Czystem (ul. Dworska 17) na oddziale doktora Berka Karbowskiego. Jesienią 1936 na krótko wróciła do Lwowa, po czym wznowiła pracę w Szpitalu Starozakonnych w Warszawie. Należała do warszawsko-białostockiej izby lekarskiej.
Była członkinią Polskiego Towarzystwa Otolaryngologicznego. Ogłosiła kilka publikacji naukowych (także w języku niemieckim), m.in. Übr submukosen Gaumenspalten ("Wiener klinischer Wochenschrift", 1935), O zasadach i znaczeniu laryngostroboskopii ("Polski Przegląd Otolaryngologiczny", 1936), Zastosowanie ćwiczeń udarowych Fröschelsa w przypadku zaburzenia głosu na tle mutacji ("Warszawskie Czasopismo Lekarskie", 1936), Rzadka postać rerania (rhotacismus) ("Kwartalnik Kliniczny Szpitala Starozakonnych", 1936), O znaczeniu zabiegów ryno-laryngologicznych dla mowy i głosu ("Warszawskie Czasopismo Lekarskie", 1938). Na XI Zjeździe Otolaryngologów Polskich (Kraków 1935) wygłosiła referat o znaczeniu stroboskopii, a na posiedzeniach warszawskiej sekcji Polskiego Towarzystwa Otolaryngologicznego występowała z omówieniami przypadków zaburzeń głosu.
W czasie okupacji trafiła do getta warszawskiego. Pracowała tam w Towarzystwie Opieki Zdrowotnej. Okoliczności jej śmierci nie są pewne; albo zmarła w getcie około 1942, albo została wywieziona do Treblinki 8 października 1942 i zginęła w komorze gazowej.